# Pointe à Sel
La pointe à Sel est un cap de Guadeloupe située à Bouillante en Basse-Terre.

## Géographie
Il se situe sur le lieu-dit Pigeon et forme avec la pointe à l'Abbé, l'anse à Sable. Le site est connu pour abriter le Bain du Curé, une source d'eau chaude sortant directement de la roche, qui se déverse directement dans la mer. 
Le Bain du Curé, source légèrement sulfureuse, présente un abri aménagé comportant d'anciennes douches qui ne sont plus en activité et deux bassins dont un seul est encore fonctionnel.
Il y existe des vestiges d'une casemate. 

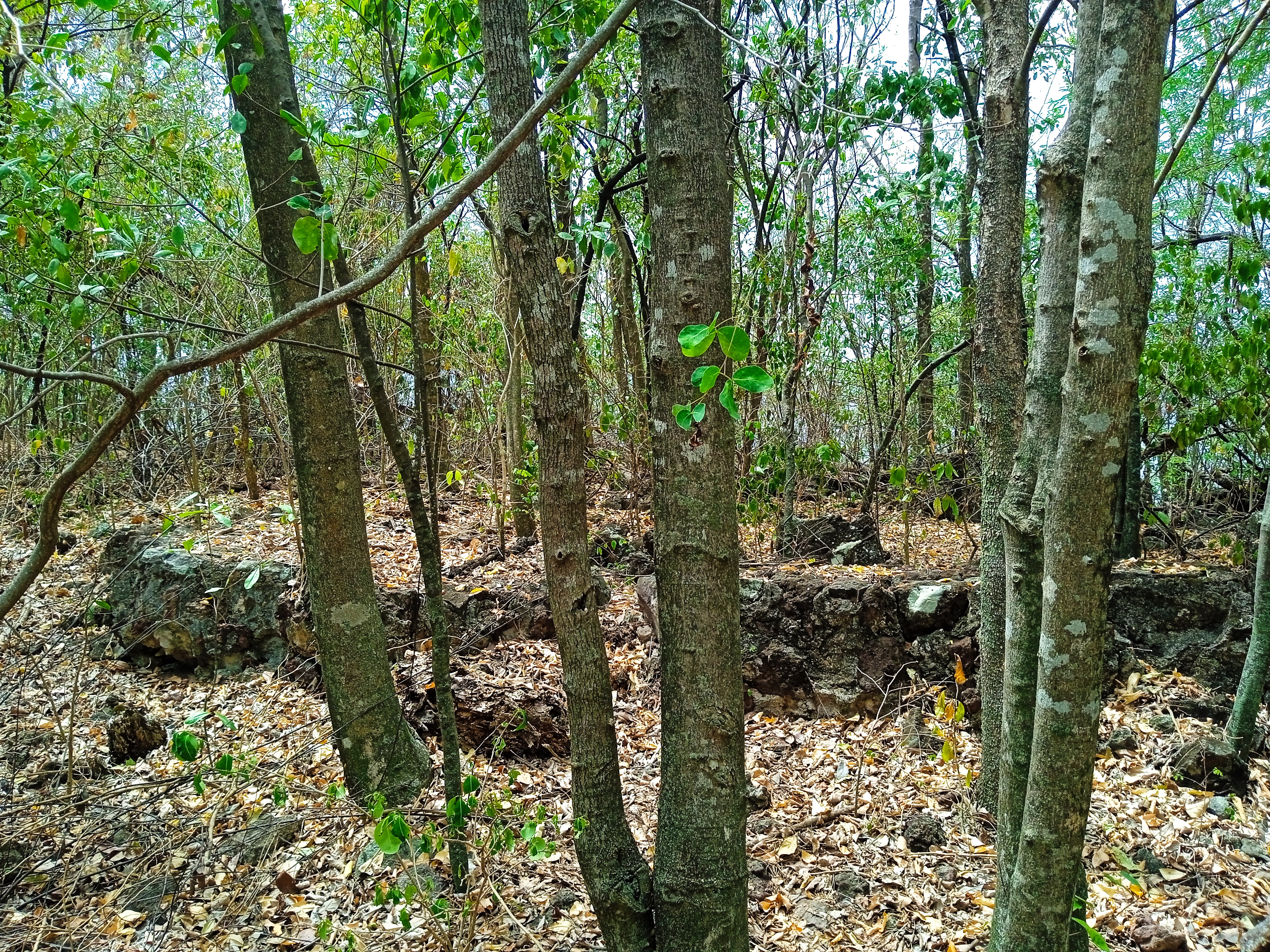
Ruines de la casemate de la pointe à Sel.
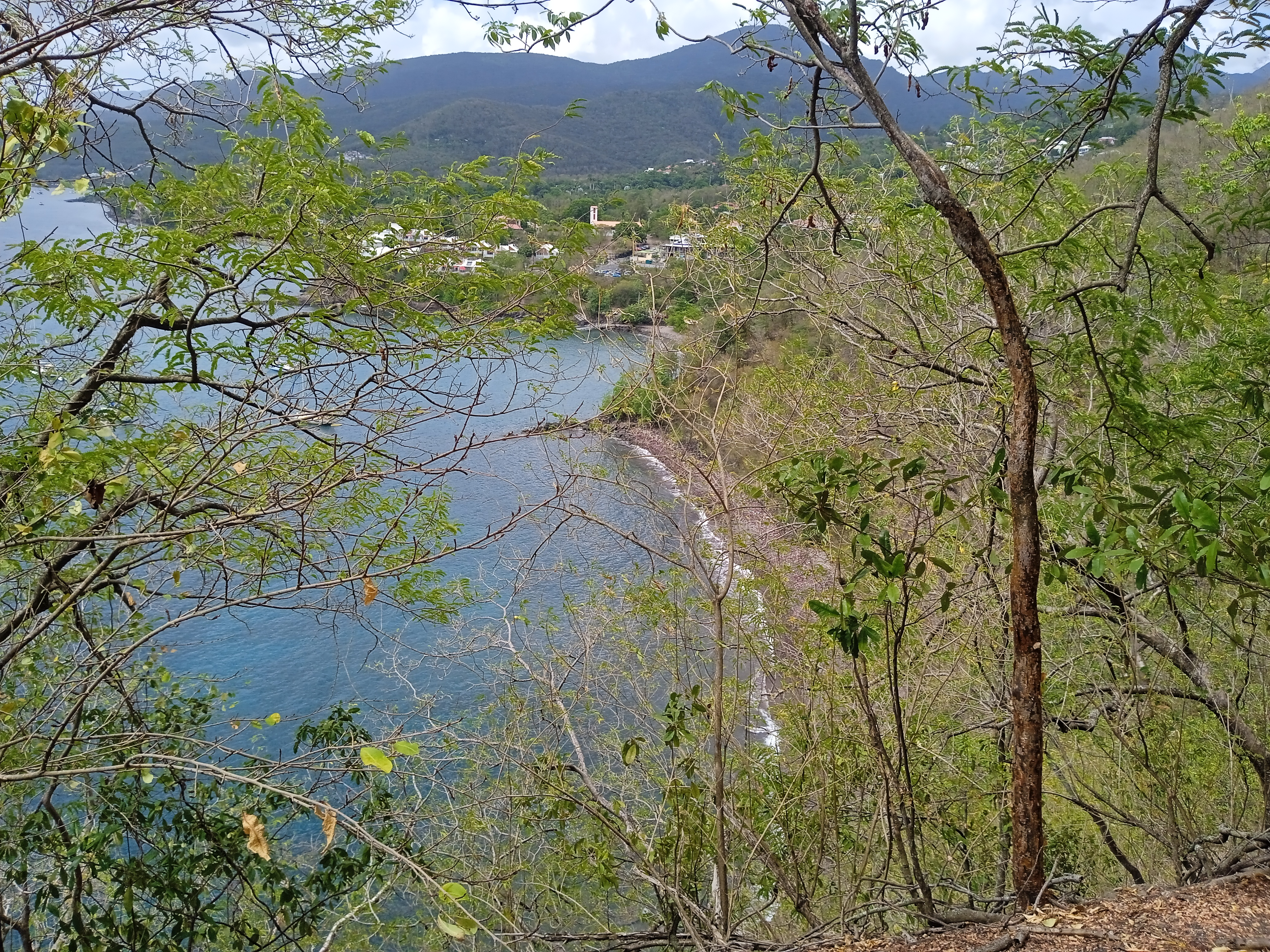
Anse à Sable et pointe à l'Abbé à partir de la pointe à Sel.
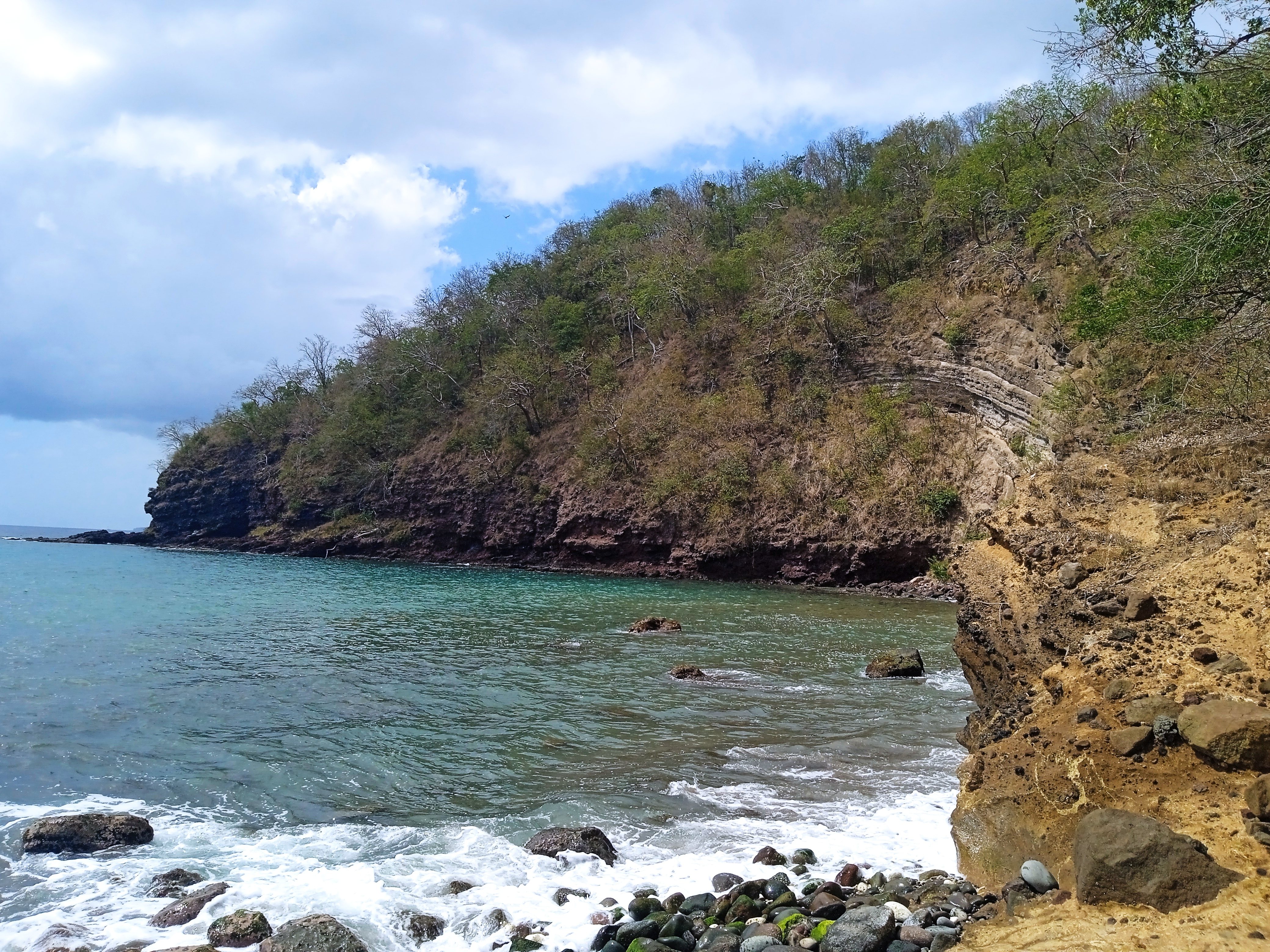
Géologie de la pointe à Sel.
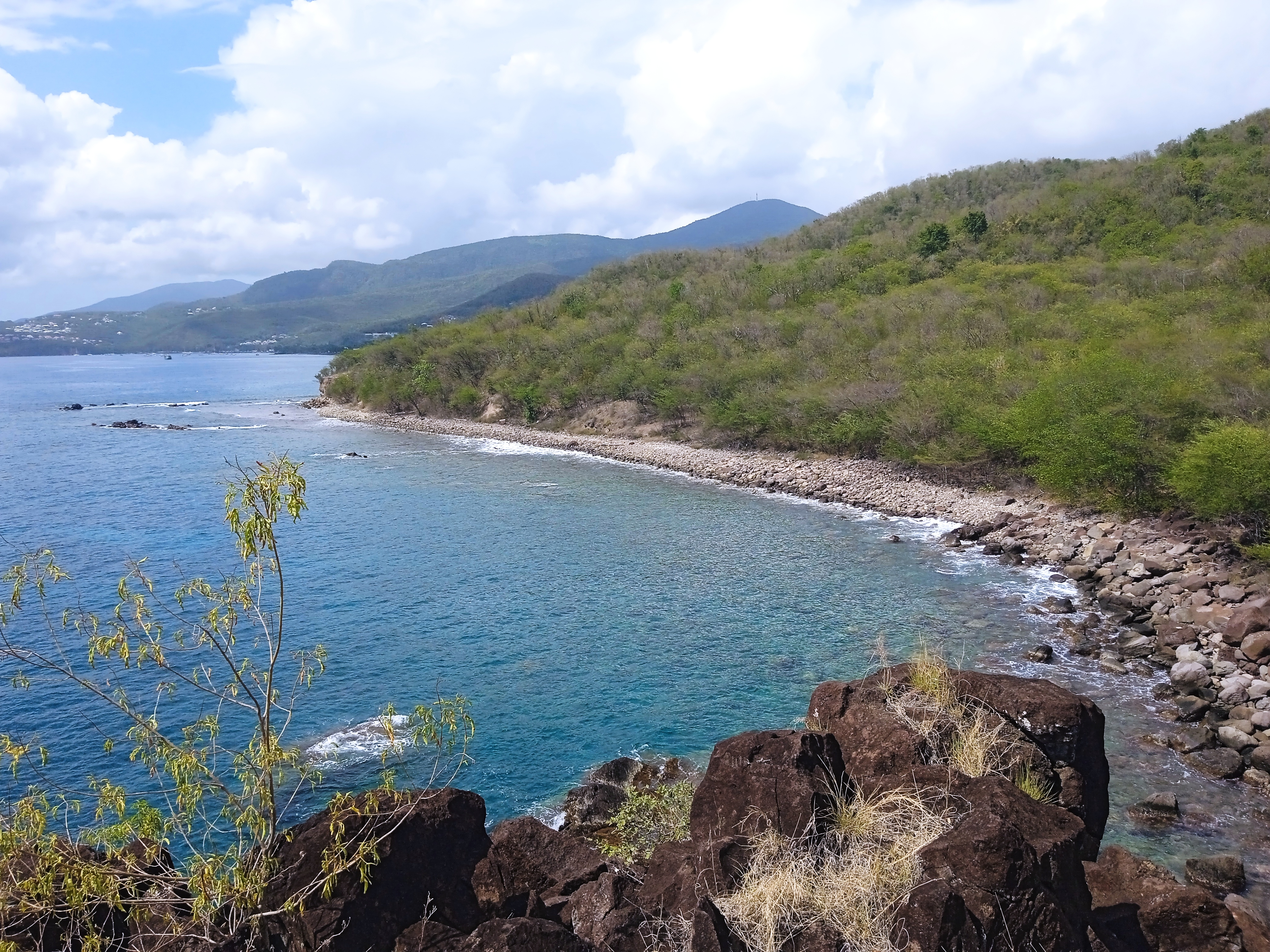
Vue à partir de la pointe à sel.